# Barber Institute of Fine Arts
Il Barber Institute of Fine Arts è una galleria d'arte e sala concerti a Birmingham, in Inghilterra. Si trova in locali appositamente costruiti nel campus dell'Università di Birmingham.
L'edificio Art Deco classificato di Grado I fu progettato da Robert Atkinson negli anni '30 e inaugurato nel 1939 dalla Regina Maria. All'epoca era il primo edificio ad essere costruito appositamente per lo studio della storia dell'arte nel Regno Unito, ed è stato descritto dallo storico dell'architettura Sir John Summerson come rappresentante "meglio di qualsiasi altro edificio (tranne, forse il RIBA in Portland Place) lo spirito dell'architettura inglese negli anni '30." La disposizione del museo è incentrata su una sala concerti centrale circondata da aule, uffici e biblioteche al piano terra e gallerie d'arte al primo piano.
Nella pubblicazione Penguin Books del 2005 Migliori musei e gallerie d'Inghilterra, il Barber Institute era una delle sole cinque gallerie fuori Londra a ricevere cinque stelle per avere esposto "Eccezionali collezioni di importanza internazionale" (le altre erano la National Gallery of Scotland, l'Ashmolean Museum dell'Università di Oxford, il Fitzwilliam Museum dell'Università di Cambridge e la Walker Art Gallery a Liverpool).

## Storia e ubicazione

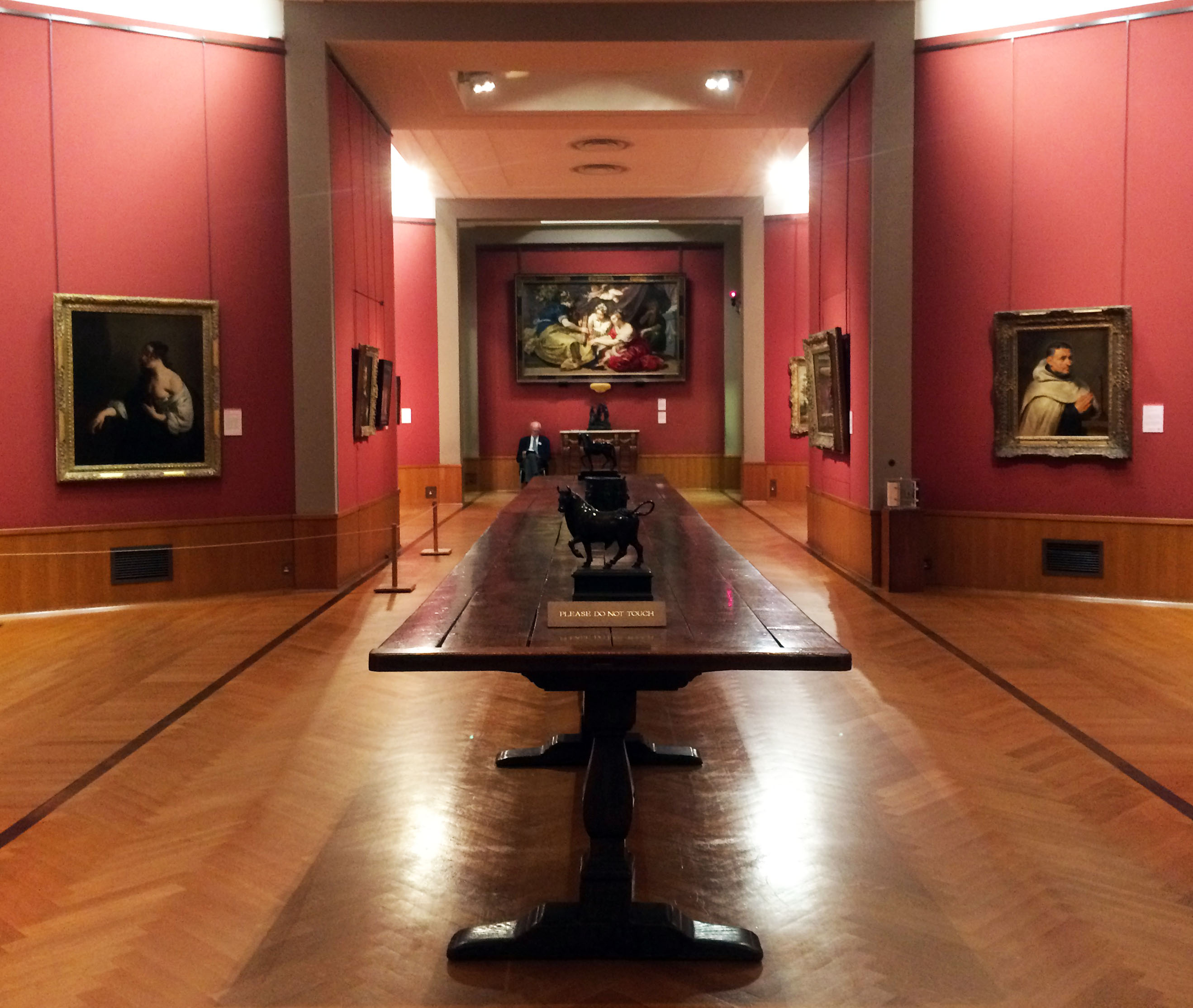
Interno della galleria

L'Istituto si trova a 5 km a sud-ovest del centro della città nella zona est del campus universitario e ha una più delle eccezionali collezioni d'arte assemblate in Gran Bretagna nel XX secolo, che comprende opere di Gwen John, André Derain, Fernand Léger, René Magritte ed Egon Schiele. È stato istituito da Martha Constance Hattie Barber in memoria del marito Henry Barber, un ricco promotore immobiliare che ha fatto fortuna espandendo la periferia tentacolare di Birmingham. Lady Barber era una discendente dell'antica famiglia di costruttori di soffietti del Worcestershire Onions ed era pertanto un'ereditiera a pieno titolo. A metà dei trent'anni, la coppia si era ritirata ma i loro legami con la città rimasero forti. Nel 1924, Henry Barber ricevette il titolo di baronetto per "Servizi politici a Birmingham".
Morì tre anni dopo. Lady Barber decise di dare un contributo permanente alla città in sua memoria. Il 13 dicembre 1932 fu fondato il Barber Institute of Fine Arts, che fu lasciato in eredità all'Università "per lo studio e l'incoraggiamento dell'arte e della musica". Lady Barber morì quattro mesi dopo lasciando tutti i suoi beni ai fiduciari dell'Istituto. Questo denaro fu usato per acquisire opere d'arte per una collezione e finanziare la costruzione di un nuovo edificio. Al fine di garantire che solo le opere d'arte della più alta qualità fossero acquistate per il Barber Institute, il suo atto di fondazione stipulò che tutti gli acquisti dovessero essere "dello stesso standard di qualità come richiesto dalla National Gallery e dalla Wallace Collection".
Il primo direttore (dal 1935 al 1952) fu Thomas Bodkin, che acquisì il nucleo della collezione descritta dal The Observer come "l'ultima grande collezione d'arte del XX secolo". Il successore di Bodkin fu il professor Ellis Waterhouse che vi lavorò dal 1952 al 1970. L'attuale direttrice del Barber è Nicola Kalinsky, precedentemente vice direttore e curatore capo della Scottish National Portrait Gallery. Si è unita al Barber nelle celebrazioni per l'80º anniversario, mentre si pianificava una grande riqualificazione dell'edificio.

## Collezione
La collezione è ricca di opere celebri di artisti come Vincent van Gogh, Claude Monet, Auguste Rodin, William Turner e Peter Paul Rubens, esposte in ampie ed eleganti gallerie al primo piano dell'Istituto. Il Rinascimento è rappresentato da capolavori di Sandro Botticelli, Giovanni Bellini, Paolo Veronese e Simone Martini (come il suo San Giovanni Evangelista del 1320), il XVII secolo da artisti come Rubens, Van Dyck, Poussin e Murillo.
Le collezioni di Impressionismo e Post-impressionismo francese includono opere di Degas, Monet, Renoir, Van Gogh e Gauguin. Tra gli artisti britannici rappresentati ci sono Aubrey Beardsley, Gainsborough, Reynolds, Rossetti, Whistler e Turner. C'è anche una interessante collezione di sculture (tra cui opere di Rodin e Degas), stampe e disegni Old Master, miniature di ritratti e oggetti d'arte. All'ingresso si trova la statua equestre di Giorgio I, la più antica scultura pubblica di Birmingham. Nel 2013 la galleria ha acquisito un'importante opera tarda di Sir Joshua Reynolds: Maria Marow Gideon (1767-1834) e suo fratello William (1775-1805), e nel 2015 hanno acquisito Miss Bentham (1906) di George Bellows, il primo dipinto americano, e solo il secondo dei dipinti di Bellows ad entrare in una collezione pubblica nel Regno Unito.
L'istituto ha anche una delle più grandi collezioni di monete del mondo, specialmente di monete romane e bizantine. Questa eccezionale collezione è stata completata nel 1967 con 15.000 monete, da Phillip Whitting e Geoffrey Haines. Inoltre, 860 pezzi della collezione Shaw-Hellier sono conservati nella biblioteca musicale.

### Eventi
Molti concerti hanno luogo al Barber durante l'anno, così come un festival musicale che si tiene in giugno. Il festival inizia il 13 giugno, con il concerto dei New Music Ensemble. La Wind band e la Brass band tornano il 14 giugno alle 13.00 per un concerto di brani per fiati e ottoni, tra cui Vaughan Williams, Gershwin e Danny Elfman. La musica rinascimentale e barocca può essere ascoltata il 17 giugno, mentre altri concerti includono la presenza dei Chamber Ensemble e di un'orchestra sinfonica che sceglie ogni anno diversa ubicazione, con metà del ricavato donato al Kings Norton Restoration Fund.
Per 3 giorni durante il festival viene suonata l'opera più famosa di Mozart, il Don Giovanni. Il festival ha culmine nel concerto dell'Orchestra da Camera e del Coro, che a seguire si conclude con un buffet e l'estrazione di una lotteria.

## Opere principali
- Il carro del raccolto, Thomas Gainsborough
- Symphony in White, No. 3, Whistler

## Galleria d'immagini

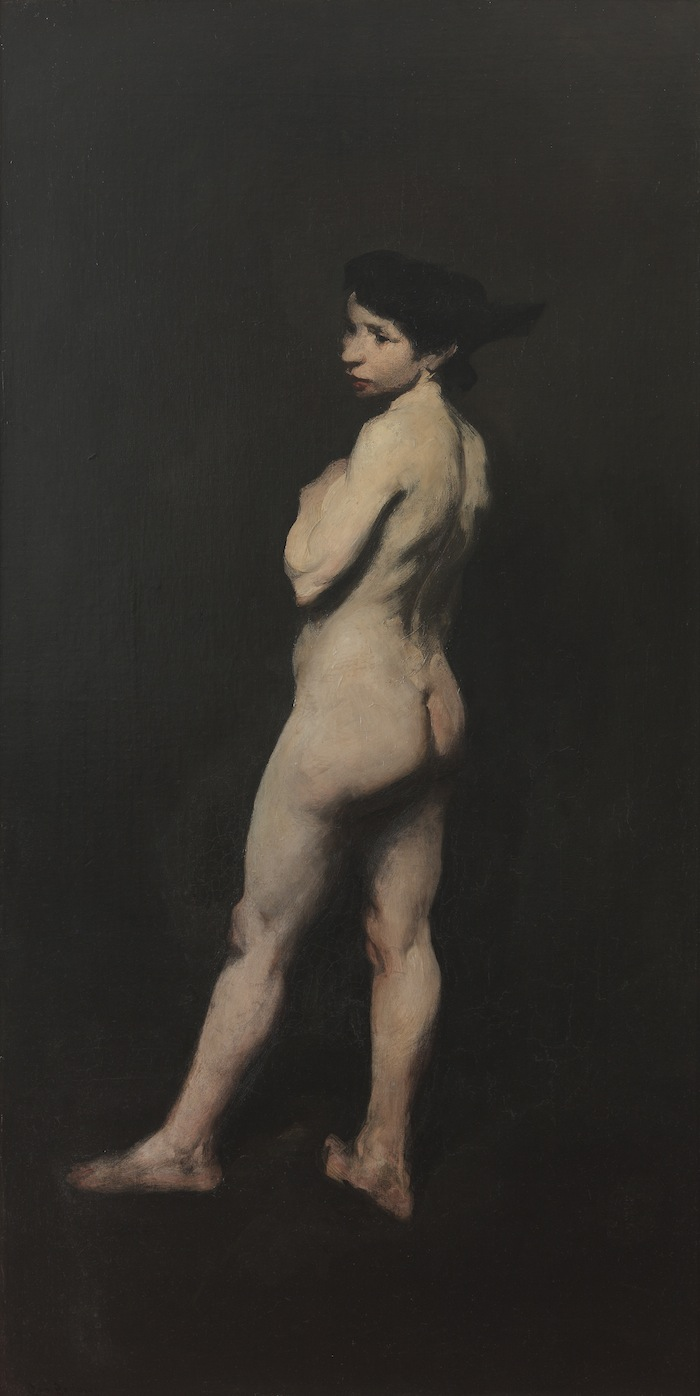
Miss Bentham (George Bellows, 1906)
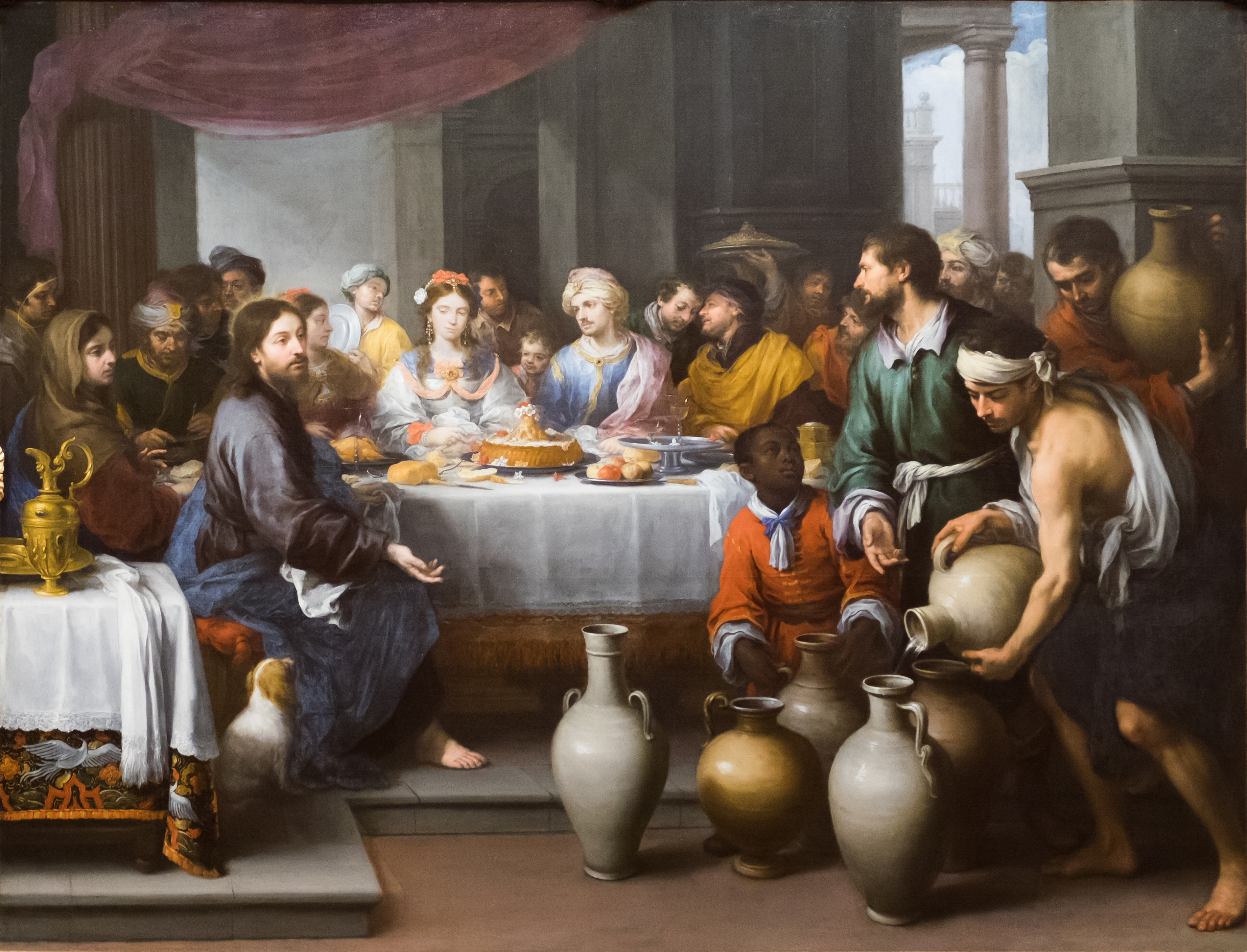
La festa delle nozze di Cana (Bartolomé Esteban Murillo, 1672 circa)
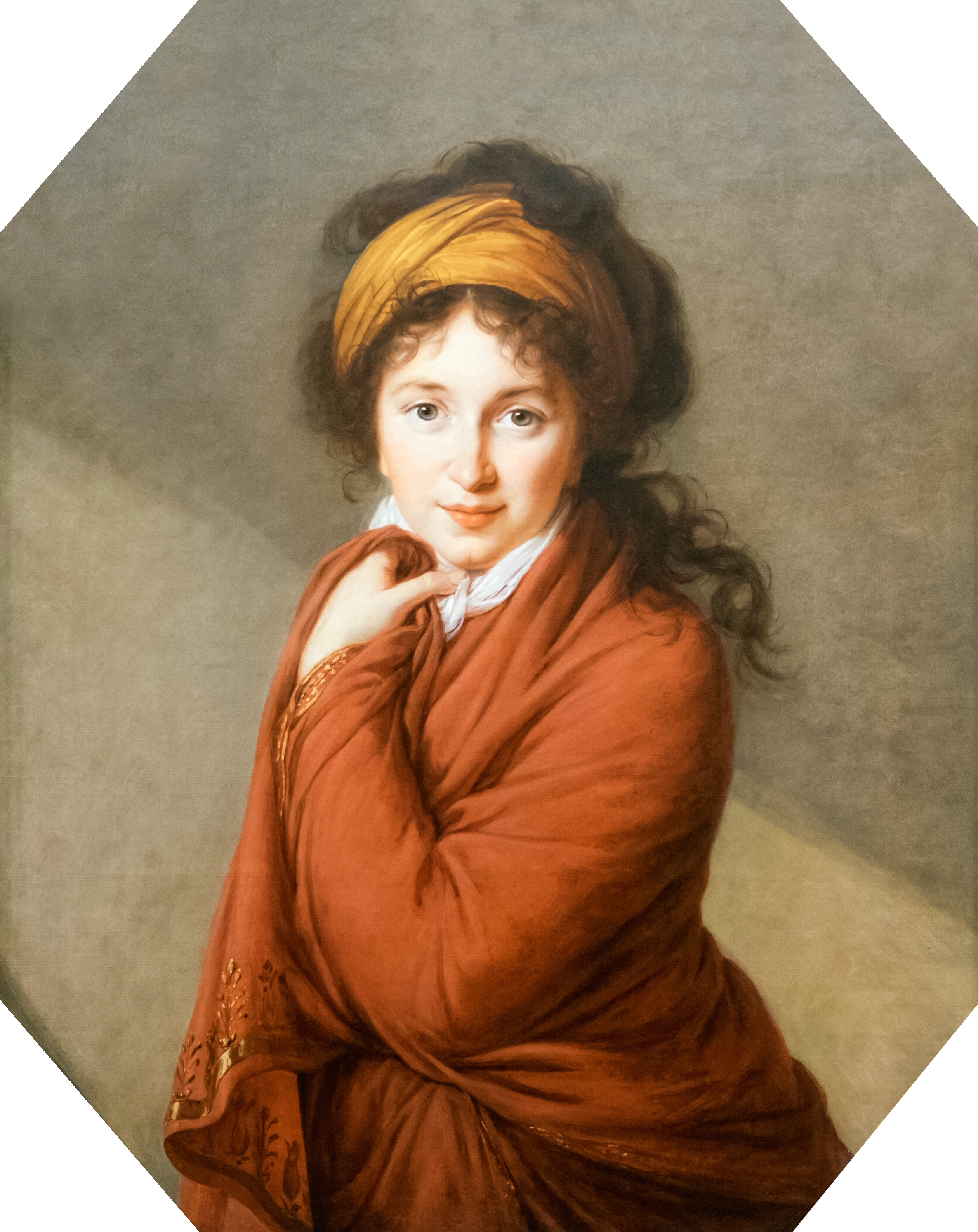
Ritratto della contessa Golovina (Elisabeth Vigée-Lebrun, 1797-1800 circa)
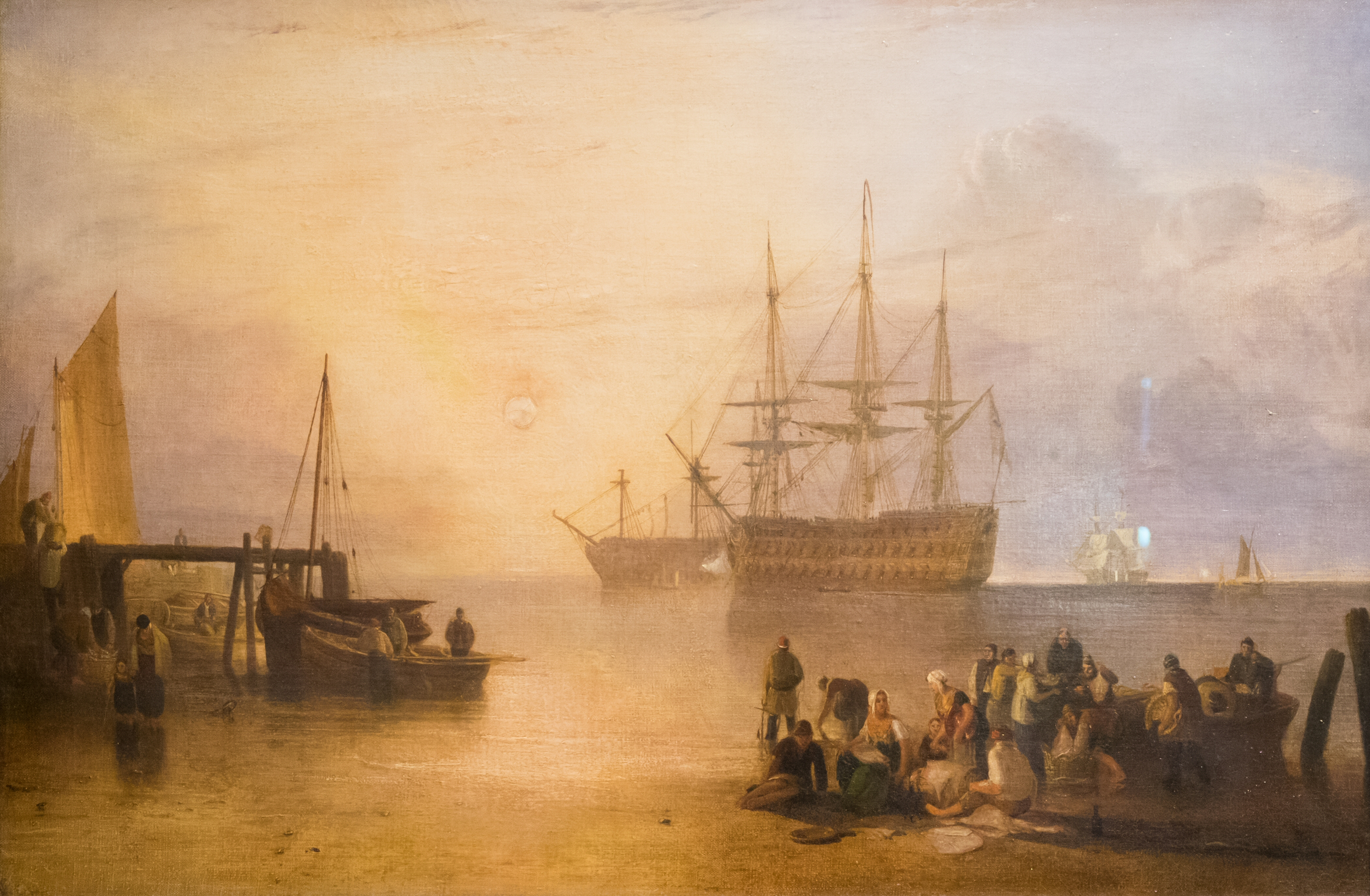
Il sole che tramonta attraverso il vapore (Joseph Mallord William Turner), 1809 circa
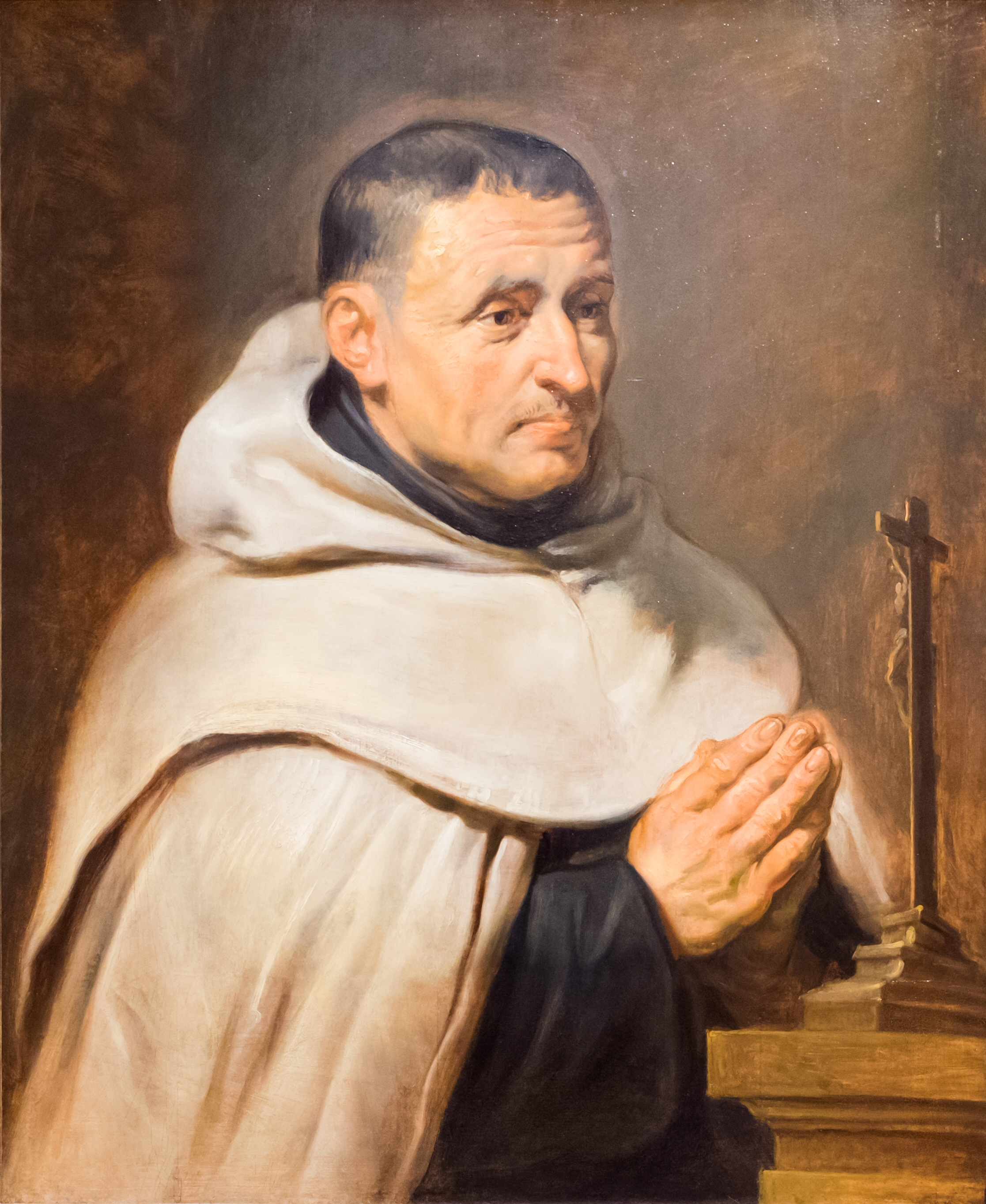
Ritratto di un priore carmelitano (Peter Paul Rubens), 1616 circa
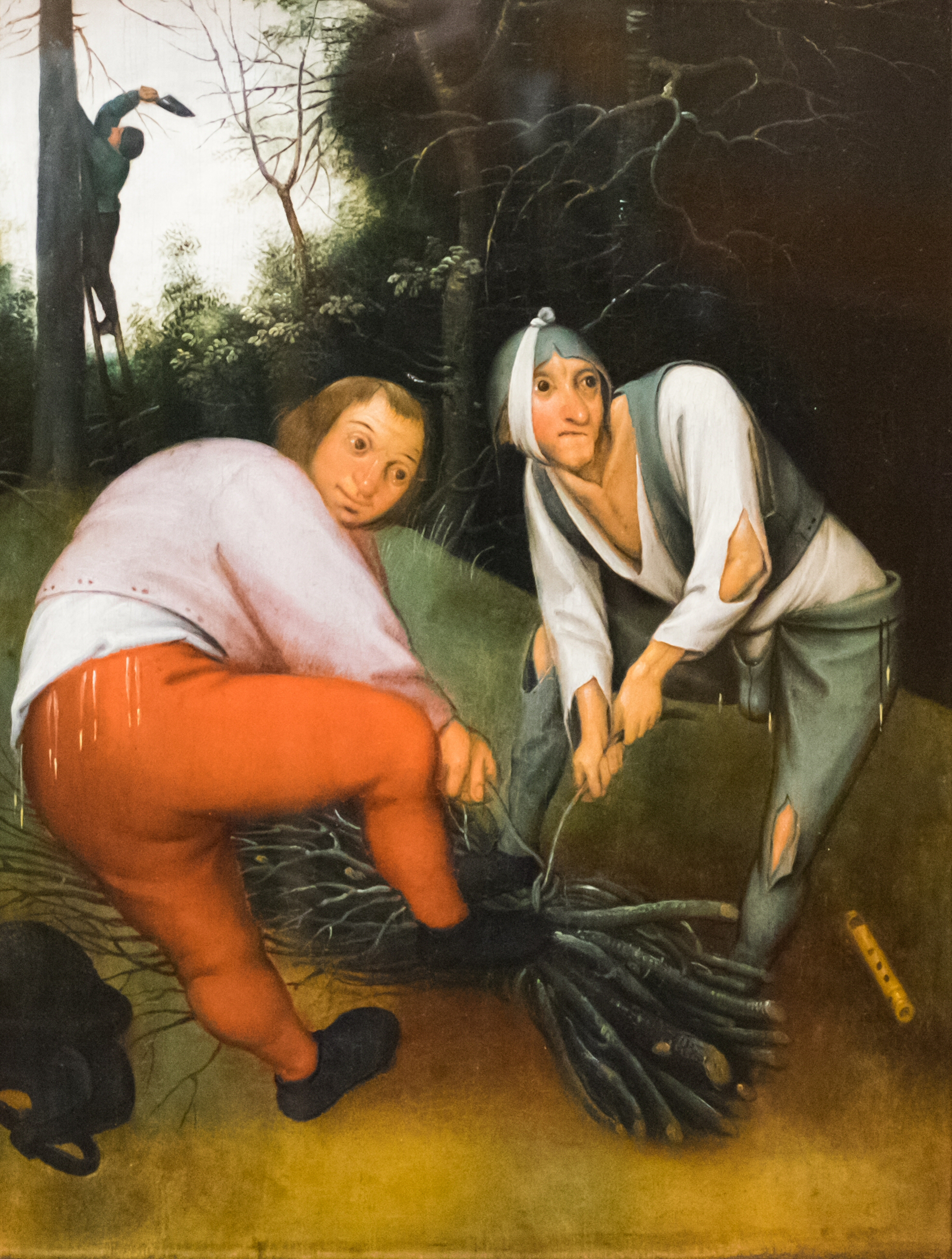
Due contadini che legano fascine (Pieter Brueghel il Giovane), 1620 circa